# Araneus metalis
Araneus metalis là một loài nhện trong họ Araneidae.
Loài này thuộc chi Araneus. Araneus metalis được Tord Tamerlan Teodor Thorell miêu tả năm 1887.